# Weichschildkröten
Die Familie der Weichschildkröten (Trionychidae) zeichnet sich durch einen weichen, lederartigen Panzer aus. Die Seiten und der hintere Teil des Rückenpanzers sind biegsam. Der Hals ist außerordentlich lang, der verlängerte Kopf läuft in einen Rüssel aus. Die Zehen der ruderartig abgeflachten Beine haben jeweils drei freie Krallen und sind durch Schwimmhäute miteinander verbunden. Sie kommen in Binnenseen Afrikas, Süd- und Ostasiens sowie Nordamerikas vor.
Weichschildkröten sind sehr beweglich und ziemlich bissig, da sie aufgrund ihres langen Halses auch rückwärts über ihren Rückenpanzer schnappen können. Ihre Nahrung besteht hauptsächlich aus tierischer Kost, gelegentlich nehmen sie auch pflanzliche Stoffe zu sich. Alle Arten legen kugelrunde kalkschalige Eier. Sie leben im Süßwasser, mitunter auch im Brackwasser oder sogar im Meerwasser. Die Trionychidae erschienen im Oberjura zusammen mit den Meeresschildkröten. Es handelte sich um eine frühe Gruppe der Halsberger-Schildkröten, deren Erfolg sich daran ermessen lässt, dass heute noch 13 Gattungen und etwa 33 Arten in den Binnengewässern Nordamerikas, Afrikas und Asiens existieren.
Das Fehlen der Keratinschicht des Panzers (vergleiche Schildkröten) darf aber nicht zu der Annahme verleiten, man hätte es hier mit phylogenetisch älteren Schildkröten-Arten zu tun. Während ihrer Entwicklung haben diese Spezies die Keratinschicht wieder verloren.

## Systematik

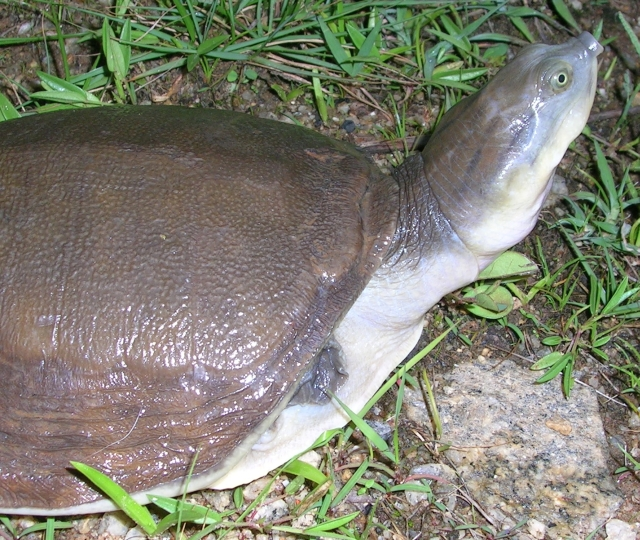
Indische Klappen-Weichschildkröte (Lissemys punctata)

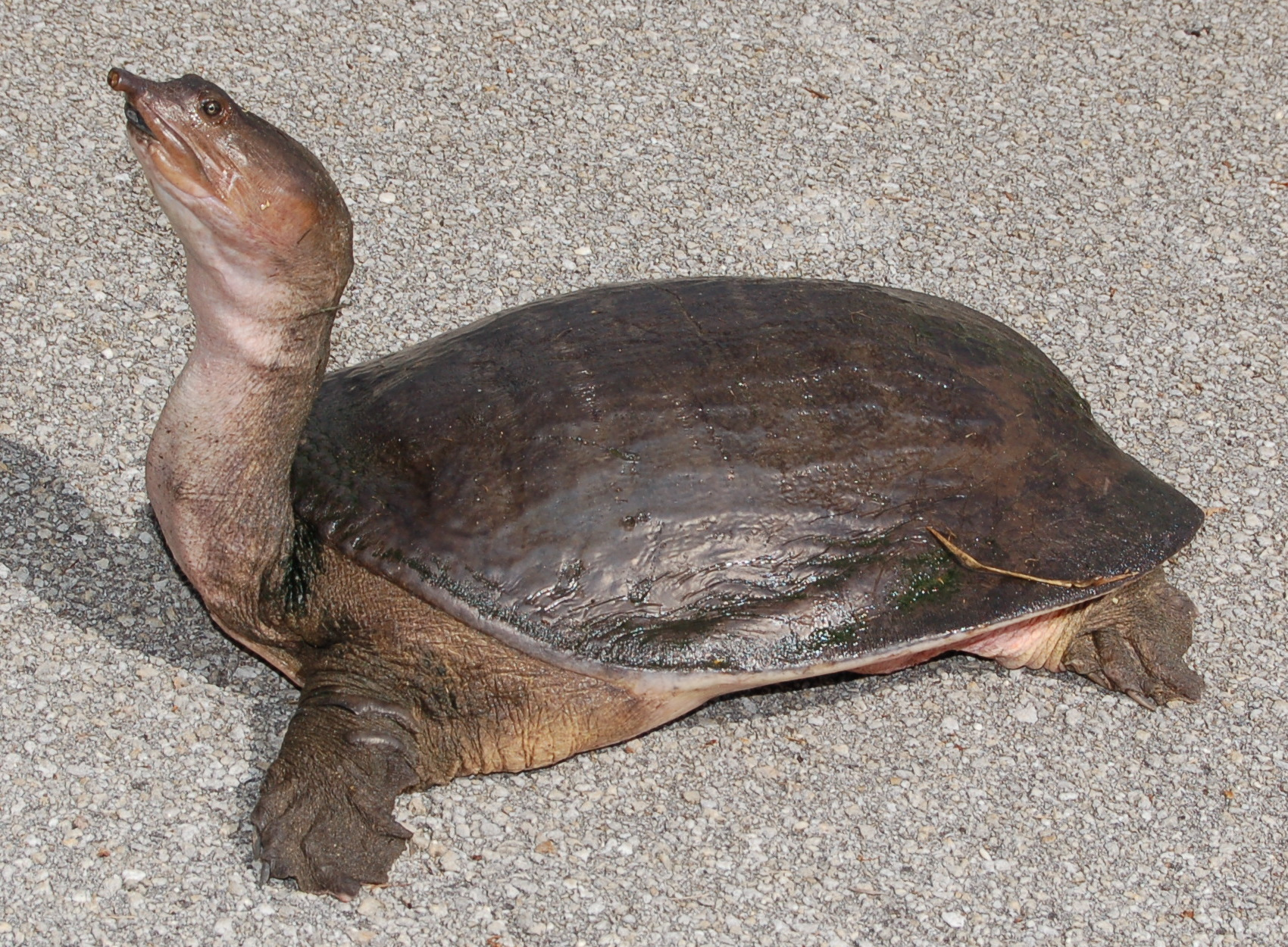
Florida-Weichschildkröte (Apalone ferox)

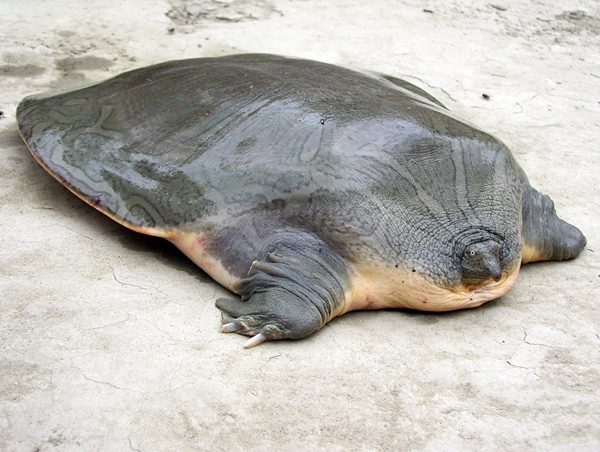
Vorderindische Kurzkopf-Weichschildkröte (Chitra indica)

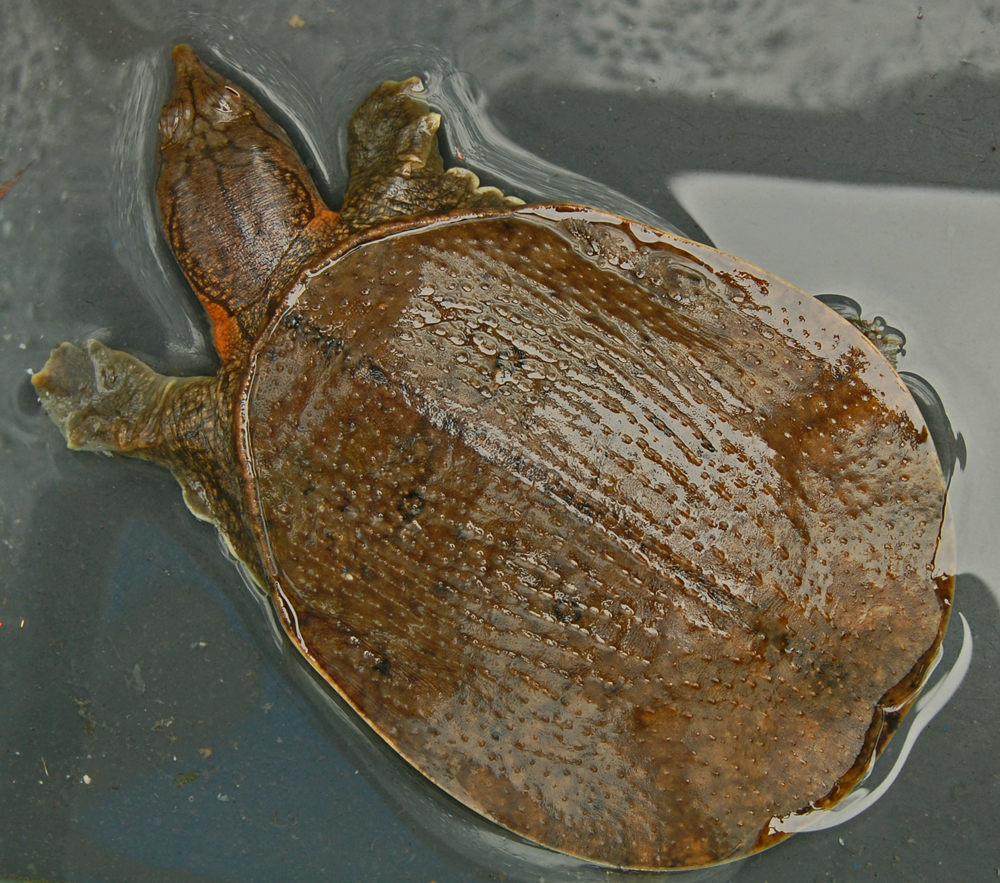
Malayen-Weichschildkröte (Dogania subplana)

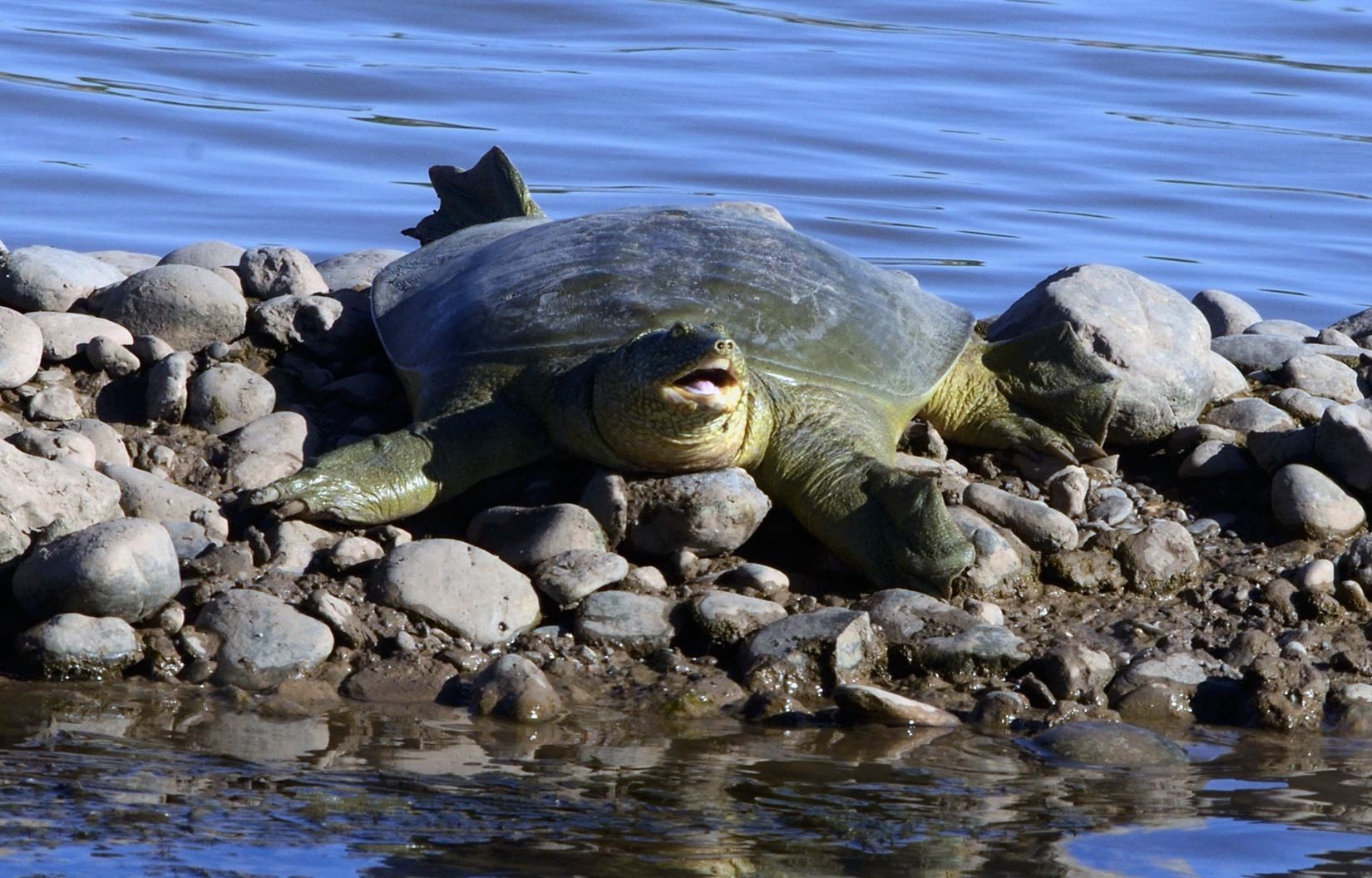
Euphrat-Weichschildkröte (Rafetus euphraticus)

- Familie Weichschildkröten (Trionychidae)
  - Unterfamilie Klappen-Weichschildkröten (Cyclanorbinae Lydekker, 1889)
    - Gattung Westafrikanische Klappen-Weichschildkröten (Cyclanorbis Gray, 1854)
      - Gefleckte Klappen-Weichschildkröte (Cyclanorbis elegans (Gray, 1869))
      - Senegal-Klappen-Weichschildkröte (Cyclanorbis senegalensis (Duméril & Bibron 1835))

    - Gattung Zentralafrikanische Klappen-Weichschildkröten (Cycloderma Peters, 1854)
      - Rotrückige Klappen-Weichschildkröte (Cycloderma aubryi (Duméril, 1856))
      - Graue Klappen-Weichschildkröte (Cycloderma frenatum Peters, 1854)

    - Gattung Asiatische Klappen-Weichschildkröten (Lissemys Smith 1931)
      - Sri Lanka-Weichschildkröte (Lissemys ceylonensis (Gray, 1856))
      - Indische Klappen-Weichschildkröte (Lissemys punctata (Bonnaterre, 1789))
      - Hinterindische Klappen-Weichschildkröte (Lissemys scutata (Peters, 1868))

  - Unterfamilie Gewöhnliche Weichschildkröten (Trionychinae Gray, 1825)
    - Gattung Amyda Geoffroy Saint-Hilaire, 1809
      - Knorpel-Weichschildkröte (Amyda cartilaginea (Boddaert, 1770))
      - Amyda ornata (Gray, 1861)

    - Gattung Amerikanische Weichschildkröten (Apalone Rafinesque, 1832)
      - Florida-Weichschildkröte (Apalone ferox (Schneider, 1783))
      - Glattrand-Weichschildkröte (Apalone mutica (Le Sueur, 1827))
      - Dornrand-Weichschildkröte (Apalone spinifera (Le Sueur, 1827))

    - Gattung Kurzkopf-Weichschildkröten (Chitra Gray, 1844)
      - Hinterindische Kurzkopf-Weichschildkröte (Chitra chitra Nutaphand, 1986)
      - Vorderindische Kurzkopf-Weichschildkröte (Chitra indica (Gray, 1831))
      - Burma-Kurzkopf-Weichschildkröte (Chitra vandijki Mccord & Pritchard, 2003)

    - Gattung Dogania Gray, 1844
      - Malayen-Weichschildkröte (Dogania subplana (Geoffroy Saint-Hilaire, 1809))

    - Gattung Indische Weichschildkröten (Nilssonia Gray, 1872) (incl. Aspideretes)
      - Birma-Weichschildkröte (Nilssonia formosa (Gray, 1869))
      - Ganges-Weichschildkröte (Nilssonia gangeticus (Cuvier, 1825))
      - Pfauenaugen-Weichschildkröte (Nilssonia hurum (Gray, 1831))
      - Leiths Weichschildkröte (Nilssonia leithii (Gray, 1872))
      - Dunkle Weichschildkröte (Nilssonia nigricans (Anderson, 1875))

    - Gattung Palea Meylan, 1987
      - Nackendornen-Weichschildkröte (Palea steindachneri (Siebenrock, 1906))

    - Gattung Riesen-Weichschildkröten (Pelochelys Gray, 1864)
      - Bibrons Riesen-Weichschildkröte (Pelochelys bibroni (Owen, 1853))
      - Cantors Riesen-Weichschildkröte (Pelochelys cantorii Gray, 1864)
      - Neuguinea Riesen-Weichschildkröte (Pelochelys signifera Webb, 2002)

    - Gattung Fernöstliche Weichschildkröten (Pelodiscus Fitzinger, 1835)
      - Hunan-Weichschildkröte (Pelodiscus axenaria (Zhou, Zhang & Fang, 1991))
      - Amur-Weichschildkröte (Pelodiscus maackii (Brandt, 1858))
      - Guangxi-Weichschildkröte (Pelodiscus parviformis Tang, 1997)
      - Chinesische Weichschildkröte (Pelodiscus sinensis (Wiegmann, 1835))
      - Pelodiscus variegatus Farkas, Ziegler, Pham, Ong & Fritz, 2019

    - Gattung Rafetus Gray, 1864
      - Euphrat-Weichschildkröte (Rafetus euphraticus (Daudin, 1802))
      - Jangtse-Riesenweichschildkröte (Rafetus swinhoei (Gray, 1873))

    - Gattung Trionyx
      - Afrikanische Weichschildkröte (Trionyx triunguis (Forskål, 1775))

### Fossile Taxa
- Gattung Drazinderetes Head, Raza & Gingerich, 1999
  - Drazinderetes tethyensis Head, Raza & Gingerich, 1999
- Gattung Hutchemys Joyce, Levan, Lyson & Danilov, 2009
  - Hutchemys remendium Joyce, Levan, Lyson & Danilov, 2009
  - Hutchemys arctochelys Joyce, Levan, Lyson & Danilov, 2009

## Gefährdung
Einige Weichschildkröten sind extrem selten und stehen kurz vor der Ausrottung. Von Cantors Riesen-Weichschildkröte (Pelochelys cantorii) wurden im Jahr 2007 am Mekong in Kambodscha nur noch drei ausgewachsene und zwölf frisch geschlüpfte Jungtiere gefunden. Auch von der Yangtze-Riesenweichschildkröte (Rafetus swinhoei) waren bis zum Fund eines vierten Tieres in Vietnam nur zwei Exemplare in Zoos in China und eins im Hoan-Kiem-See von Hanoi bekannt. Das letzte bekannte Weibchen dieser Art starb am 13. April 2019.